# Kotatsu

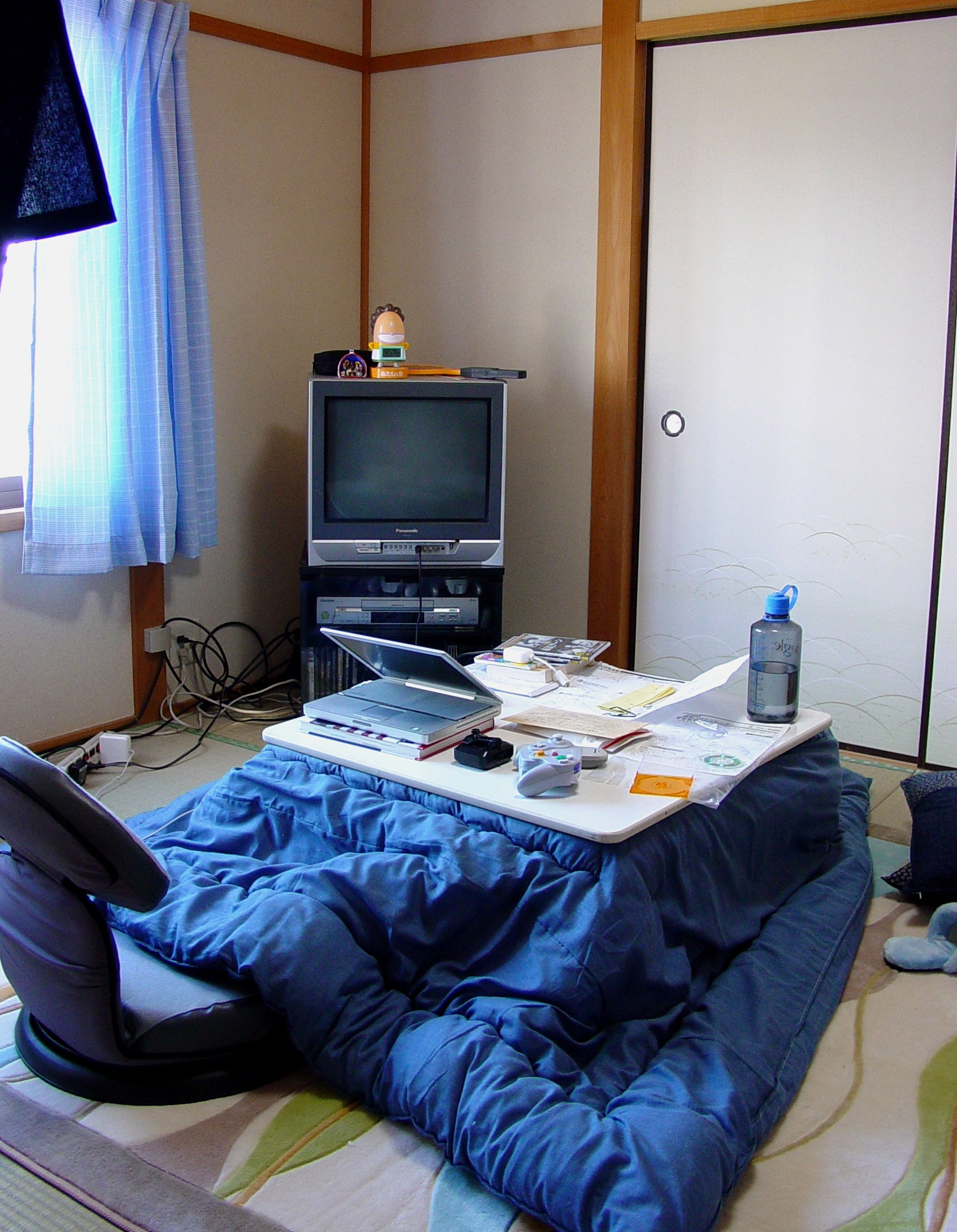
Współczesne kotatsu w Japonii

Kotatsu: u góry nowoczesny z ogrzewaniem elektrycznym, u dołu tradycyjny z węglem drzewnym

Kotatsu (jap. 炬燵, 火燵 kotatsu) – w Japonii, pierwotnie palenisko we wnęce podłogowej izby (hori-godatsu), otoczone kwadratową ramą drewnianą (kotatsu-yagura), służące do gotowania potraw i ogrzewania stóp, także z wykorzystaniem specjalnej narzuty (kotatsu-buton) okrywającej nogi. Obecnie niski stolik z elektrycznym podgrzewaczem pod spodem i połączoną z nim kołdrą. 

## Historia
W przeszłości ludzie ogrzewali się przy palenisku irori o kształcie kwadratu, wyciętym w podłożu pomieszczenia. Ogień nie był jednak wystarczającym źródłem ciepła dla całego ciała i dlatego pod koniec XIV wieku i na początku XV wieku skonstruowano drewnianą ramę (zwaną yagura), umieszczono ją nad żarem i nałożono na nią narzutę, kołdrę, aby zapobiec ucieczce ciepła. Uważa się, że tak powstało kotatsu. Do spalania wykorzystywano brykiety węglowe i węgiel drzewny.

## Galeria

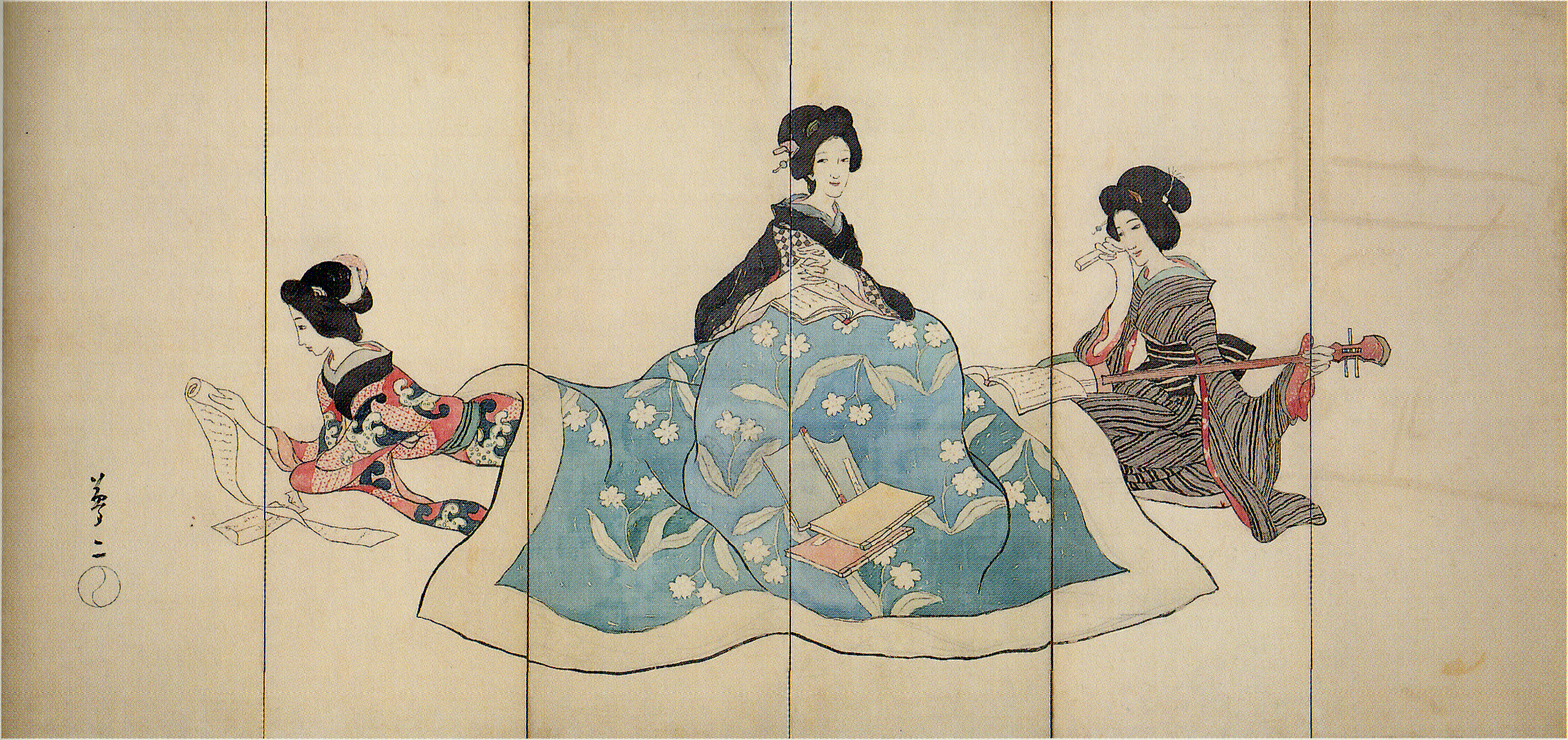
Yumeji Takehisa (1884–1934), Kotatsu, parawan, 1915
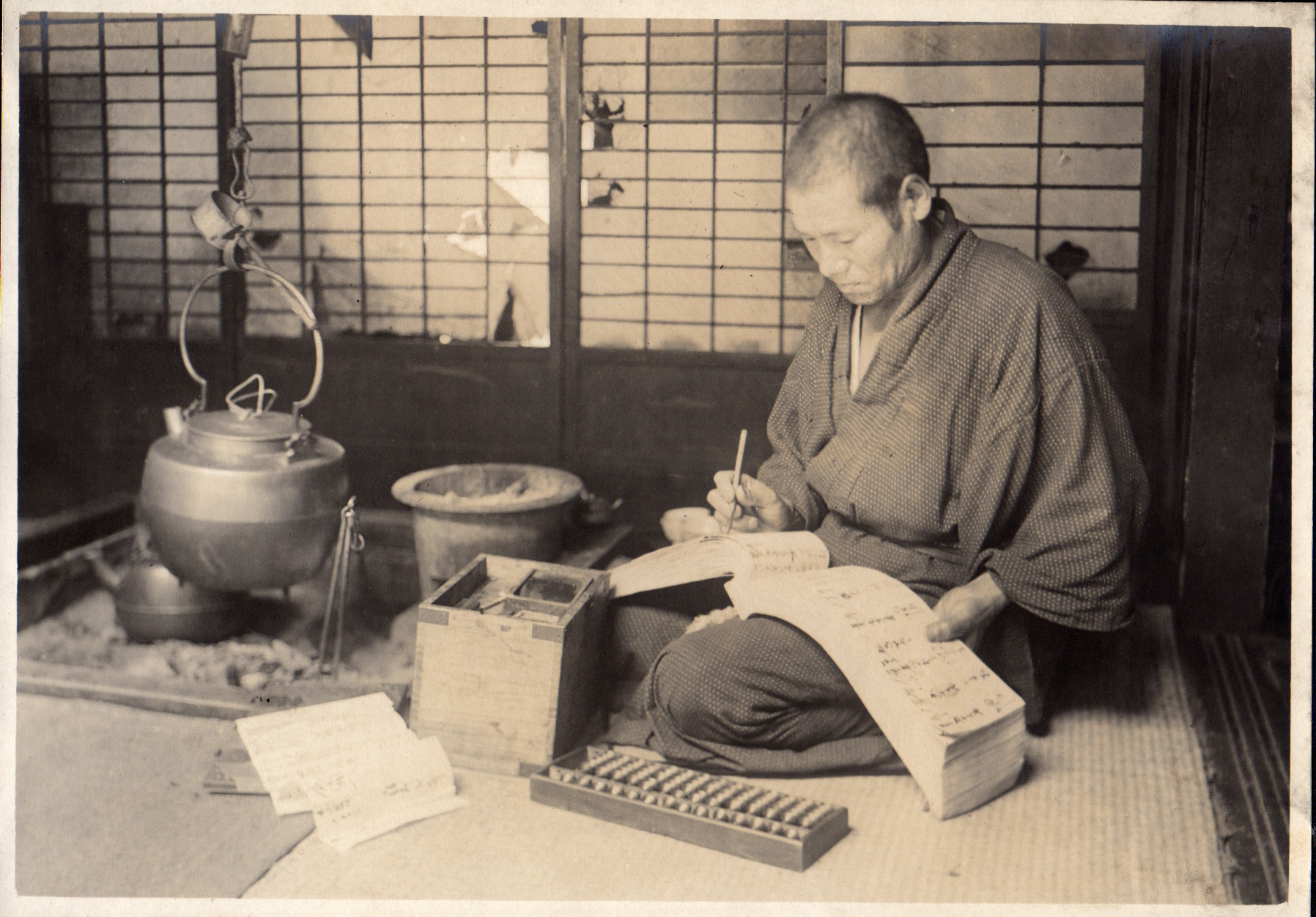
Mężczyzna zajęty księgowością przy irori, przed nim soroban, 1914
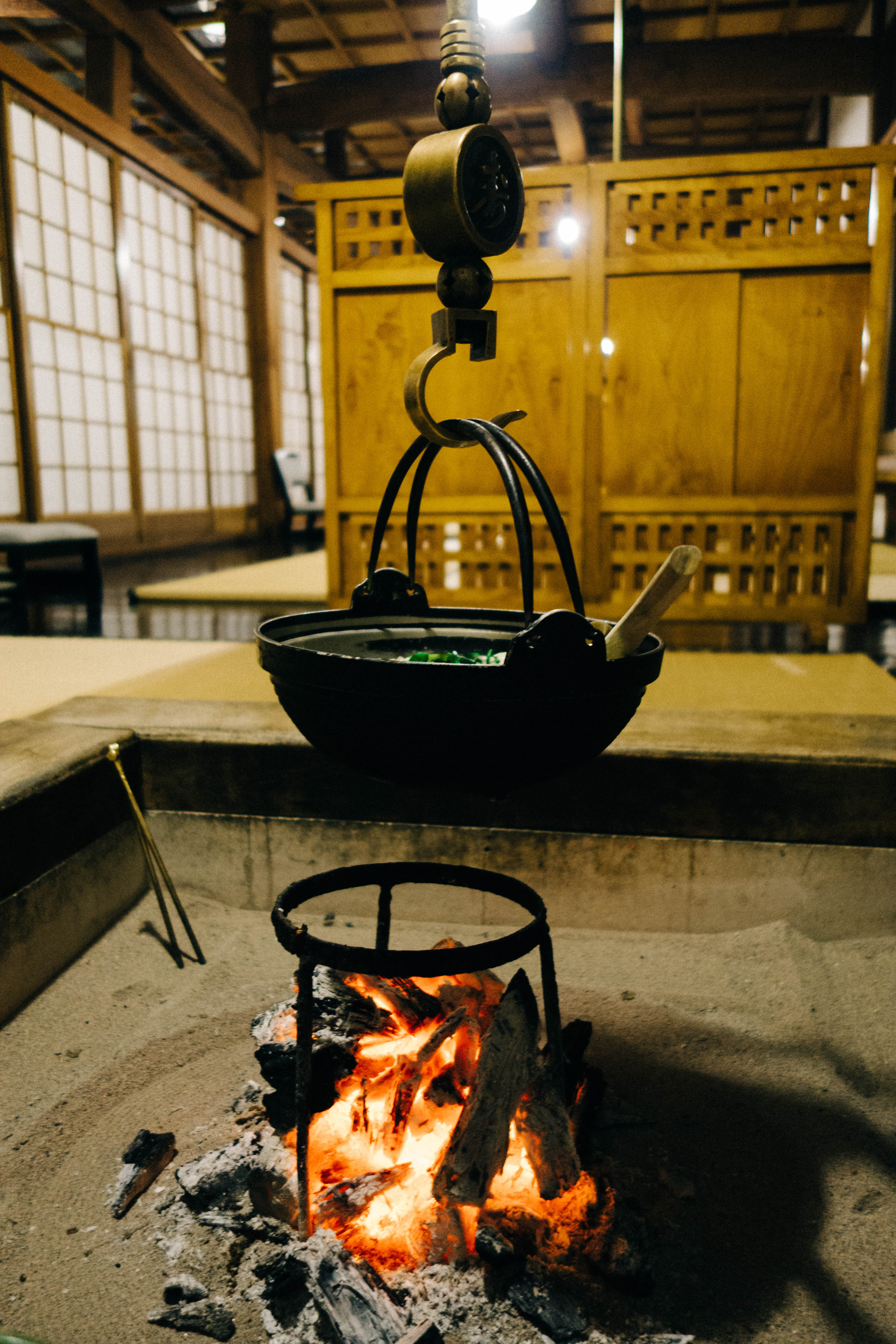
Irori
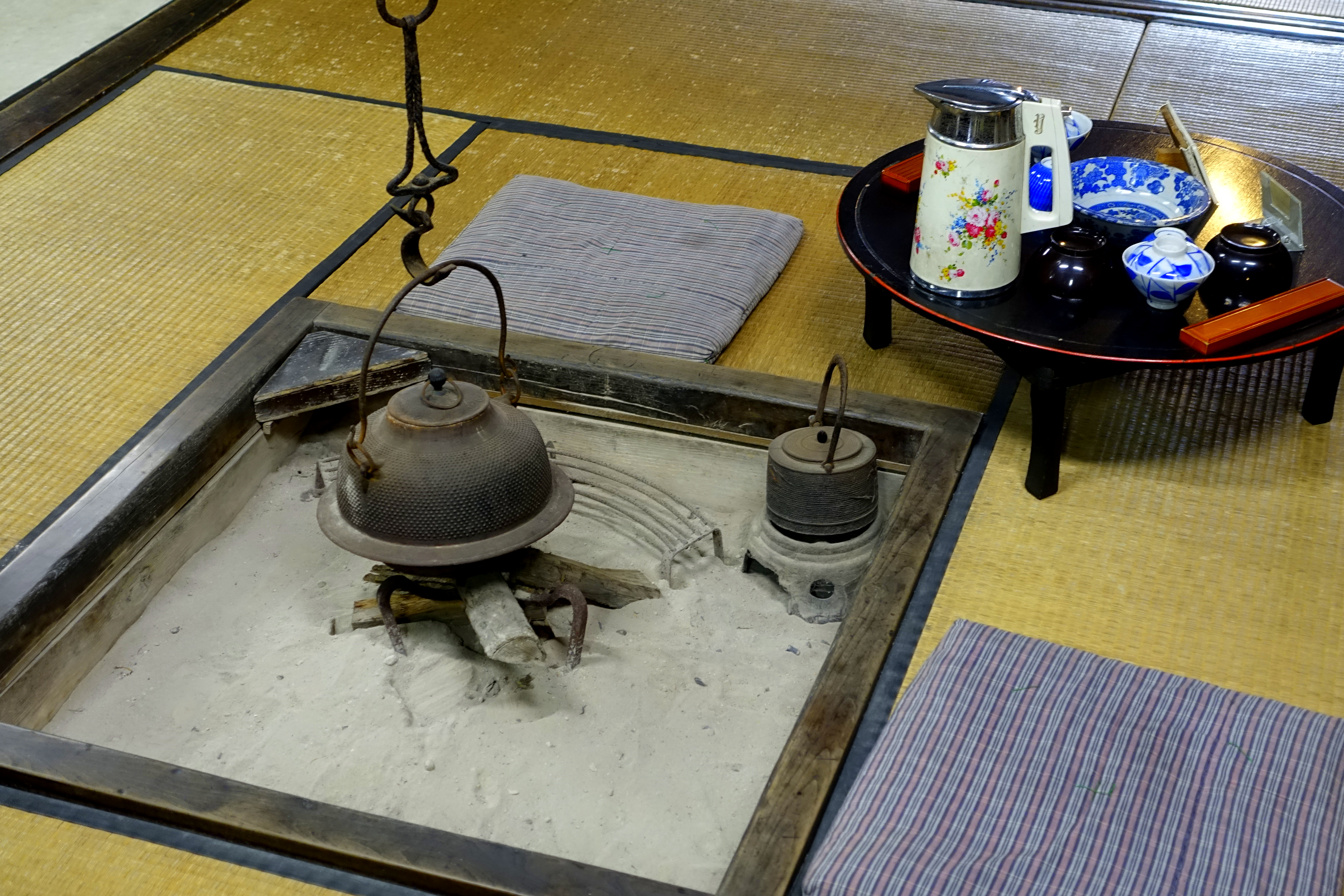
Hirata Folk Art Museum, Takayama, prefektura Gifu
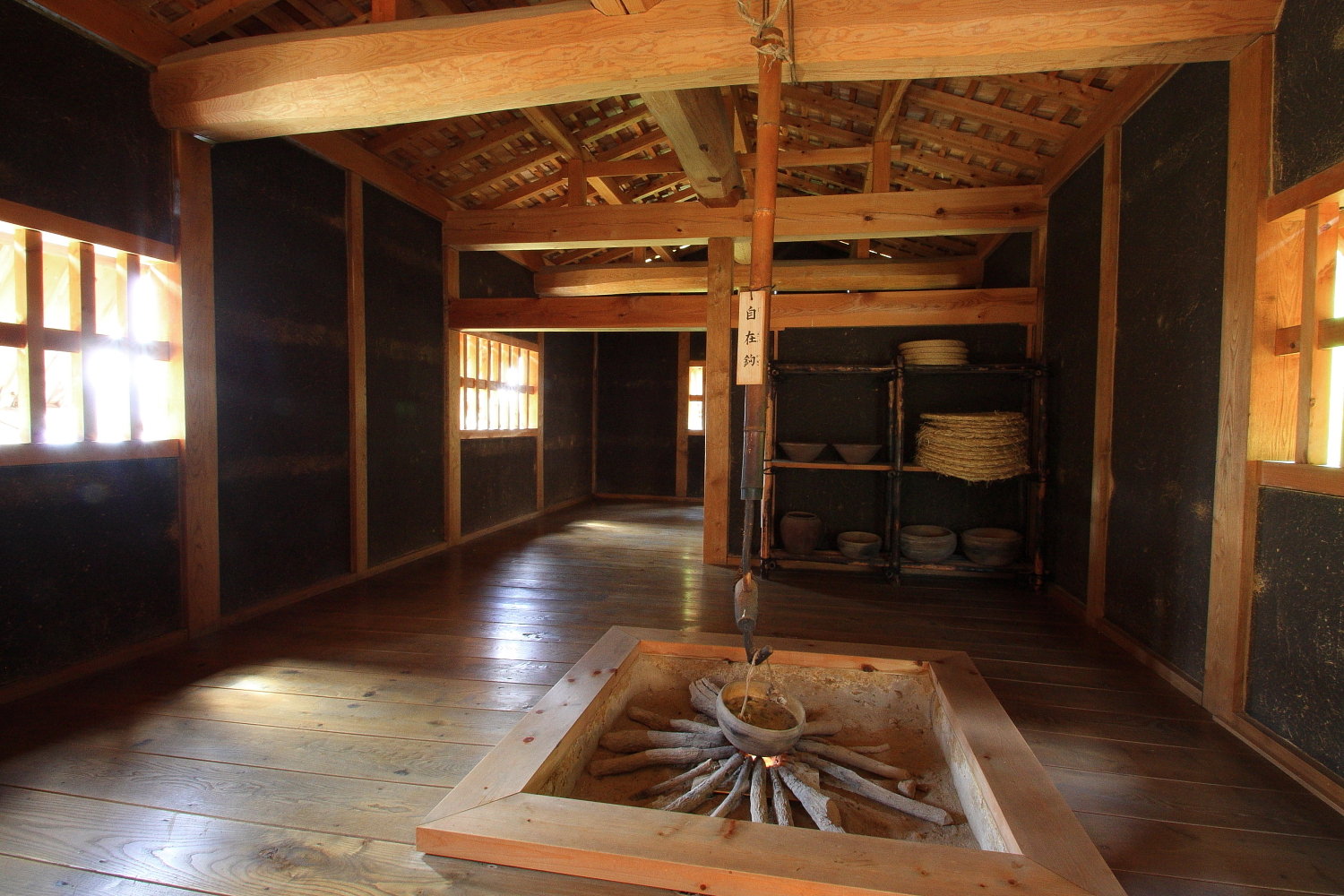
Zamek Asuke, prefektura Aichi, naczynie nad irori zawieszone na jizaikagi